# Detrimentalist
Detrimentalist es un álbum del artista canadiense Venetian Snares, lanzado en 2008 por Planet Mu.
Esta placa se comercializó en el triple formato de LP (doble), CD y MP3.
En el segundo tema, "Koonut-Kaliffee", aparece un sampling con la voz del actor Leonard Nimoy encarnando al Sr. Spock en el episodio "Amok Time" de Star Trek: La serie original.

## Lista de temas
1. "Gentleman" – 4:33
2. "Koonut-Kaliffee" – 4:55
3. "Sajtban" – 4:06
4. "Kyokushin" – 4:43
5. "Eurocore MVP" – 4:26
6. "Poo Yourself Jason" – 4:36
7. "Circle Pit" – 4:34
8. "Flashforward" – 6:29
9. "Bebikukorica Nigiri" – 3:37
10. "Miss Balaton" – 9:38